# Reprezentacja Finlandii w skokach narciarskich
Reprezentacja Finlandii w skokach narciarskich – grupa skoczków narciarskich wybrana do reprezentowania Finlandii w międzynarodowych zawodach przez Fiński Związek Narciarski (Suomen Hiihtoliitto).

## Kadra na sezon 2025/2026
Trenerem męskiej reprezentacji pozostał Igor Medved, a kobiecej – Ossi-Pekka Valta. Koordynatorem kadr młodzieżowych został Lauri Hakola. Utworzono trzy kadry męskie, liczące łącznie 17 zawodników, a także dwie kobiece, w których znalazło się 6 skoczkiń.

### Mężczyźni

#### Kadra A
- Antti Aalto
- Niko Kytösaho
- Eetu Nousiainen
- Kasperi Valto

#### Kadra B
- Henri Kavilo
- Tomas Kuisma
- Tuomas Meis
- Jarkko Määttä
- Vilho Palosaari
- Paavo Romppainen

#### Kadra młodzieżowa
- Andreas Helanne
- Veeti Hyvärinen
- Eeli Keränen
- Pyry Keskinen
- Aapo Komonen
- Pyry Kykkänen
- Juho Ojala

### Kobiety

#### Kadra A
- Julia Kykkänen
- Jenny Rautionaho

#### Kadra młodzieżowa
- Julia Äikiä
- Sofia Mattila
- Oosa Thure
- Emilia Vidgren

## Kadra na sezon 2024/2025
Nowym trenerem męskiej reprezentacji został Słoweniec Igor Medved, a na stanowisku szkoleniowca kobiet pozostał Ossi-Pekka Valta. Poza kadrami znaleźli się trenujący indywidualnie Niko Kytösaho i Julia Kykkänen.

### Mężczyźni

#### Kadra A
- Antti Aalto
- Eetu Nousiainen
- Vilho Palosaari
- Kasperi Valto

#### Kadra B
- Mico Ahonen
- Henri Kavilo
- Paavo Romppainen

#### Kadra młodzieżowa
- Tuomas Kinnunen
- Tomas Kuisma
- Tuomas Meis
- Riku Vartiainen

### Kobiety

#### Kadra A
- Sofia Mattila (zespół młodzieżowy)
- Jenny Rautionaho
- Oosa Thure (zespół młodzieżowy)

## Kadra na sezon 2023/2024
Trenerem głównym męskiej reprezentacji został ponownie Lauri Hakola. Utworzono trzy kadry męskie i jedną kobiecą.

### Mężczyźni

#### Kadra A
- Antti Aalto
- Niko Kytösaho
- Eetu Nousiainen
- Vilho Palosaari
- Kasperi Valto

#### Kadra B
- Mico Ahonen
- Kalle Heikkinen
- Henri Kavilo
- Jarkko Määttä
- Arttu Pohjola

#### Kadra młodzieżowa
- Tuomas Kinnunen
- Tomas Kuisma
- Tuomas Meis
- Riku Vartiainen

### Kobiety
- Julia Kykkänen
- Jenny Rautionaho

## Kadra na sezon 2022/2023
Głównymi trenerami kadr mężczyzn i kobiet pozostali odpowiednio Janne Väätäinen i Ossi-Pekka Valta, a trenerem męskiej kadry młodzieżowej – Lauri Hakola. Dodatkowo koordynatorem grupy skoczków i kombinatorów norweskich został Mika Kojonkoski.

### Mężczyźni

#### Kadra narodowa
- Antti Aalto
- Kalle Heikkinen
- Niko Kytösaho
- Eetu Meriläinen
- Eetu Nousiainen
- Arttu Pohjola

#### Kadra młodzieżowa
- Timi Heiskanen
- Tuomas Kinnunen
- Tomas Kuisma
- Tuomas Meis
- Vilho Palosaari
- Paavo Romppainen
- Kasperi Valto

### Kobiety

#### Kadra narodowa
- Julia Kykkänen
- Sofia Mattila
- Jenny Rautionaho

## Kadra na sezon 2021/2022
Trenerem męskiej kadry A pozostał Janne Väätäinen. Trenerem kadry młodzieżowej został Lauri Hakola, zaś głównym trenerem kadry kobiet pozostał Ossi-Pekka Valta.

### Mężczyźni

#### Kadra A
- Antti Aalto
- Niko Kytösaho
- Arttu Pohjola

#### Kadra młodzieżowa
- Tuomas Kinnunen
- Tomas Kuisma
- Vilho Palosaari
- Paavo Romppainen
- Kasperi Valto

### Kobiety
- Susanna Forsström
- Julia Kykkänen
- Sofia Mattila
- Jenny Rautionaho

## Kadra na sezon 2020/2021
Do trenowania męskiej kadry A powrócił Janne Väätäinen. Trenerem kadry młodzieżowej został Kimmo Yliriesto, zaś głównym trenerem kadry kobiet pozostał Ossi-Pekka Valta.

### Mężczyźni

#### Kadra A
- Antti Aalto
- Andreas Alamommo
- Niko Kytösaho
- Jarkko Määttä
- Eetu Nousiainen
- Arttu Pohjola

#### Kadra młodzieżowa
- Mico Ahonen
- Tomas Kuisma
- Vilho Palosaari
- Paavo Romppainen
- Kasperi Valto

### Kobiety
- Susanna Forsström
- Julia Kykkänen
- Jenny Rautionaho
- Julia Tervahartiala

## Kadra na sezon 2019/2020
Trenerem kadry A mężczyzn pozostał Lauri Hakola, którego asystentem został Francuz Frédéric Zoz. Szkoleniowcami kadry B zostali Kai Kovaljeff i Ossi-Pekka Valta.

### Mężczyźni

#### Kadra A
- Antti Aalto
- Andreas Alamommo
- Jarkko Määttä
- Eetu Nousiainen

#### Kadra B
- Mico Ahonen
- Kalle Heikkinen
- Henri Kavilo
- Niko Kytösaho
- Juho Ojala
- Arttu Pohjola
- Jonne Veteläinen

### Kobiety

#### Kadra B
- Susanna Forsström
- Jenny Rautionaho
- Julia Tervahartiala

## Kadra na sezon 2018/2019
Nowym trenerem reprezentacji mężczyzn został Lauri Hakola. Powołał on kadry A i B. Utworzono również grupę „challenger”, której trenerem został Ossi-Pekka Valta.

### Mężczyźni

#### Kadra A
- Antti Aalto
- Andreas Alamommo
- Jarkko Määttä
- Eetu Nousiainen

#### Kadra B
- Kalle Heikkinen
- Henri Kavilo
- Niko Kytösaho
- Niko Löytäinen

#### Grupa „challenger”
- Mico Ahonen
- Arttu Pohjola
- Frans Tähkävuori
- Jonne Veteläinen
- Elias Vänskä

## Kadra na sezon 2017/2018
Trenerem reprezentacji mężczyzn pozostał Andreas Mitter, a jego asystentem Lauri Hakola. Powołali oni kadrę narodową, kadrę A oraz grupę zmienników. Ponownie utworzona została także jednoosobowa kadra kobieca.

### Mężczyźni

#### Kadra narodowa
- Antti Aalto
- Janne Ahonen
- Ville Larinto
- Jarkko Määttä

#### Kadra A
- Andreas Alamommo
- Lauri Asikainen
- Janne Korhonen
- Niko Kytösaho
- Eetu Nousiainen

#### Grupa zmienników
- Mico Ahonen
- Kalle Heikkinen
- Henri Kavilo
- Wili Loukasmäki
- Niko Löytäinen
- Juho Ojala
- Arttu Pohjola
- Frans Tähkävuori
- Jonne Veteläinen
- Markus Virrantalo
- Elias Vänskä

### Kobiety

#### Kadra narodowa
- Julia Kykkänen

## Kadra na sezon 2016/2017
Nowym trenerem reprezentacji mężczyzn został Austriak Andreas Mitter, a jego asystentem Lauri Hakola. Finowie na ten sezon ogłosili 3 kadry mężczyzn (narodową, będąca jej bezpośrednim zapleczem kadrę juniorską oraz dodatkowo utworzoną tzw. „The Challenger Group”) i jednoosobową kadrę kobiecą.

### Mężczyźni

#### Kadra narodowa
- Janne Ahonen
- Lauri Asikainen
- Ville Larinto
- Jarkko Määttä
- Harri Olli

#### Kadra juniorów
- Andreas Alamommo
- Niko Kytösaho
- Eetu Nousiainen

#### „The Challenger Group”
- Antti Aalto
- Janne Korhonen
- Eetu Meriläinen
- Juho Ojala
- Frans Tähkävuori
- Ossi-Pekka Valta
- Elias Vänskä

### Kobiety

#### Kadra narodowa
- Julia Kykkänen

## Kadra na sezon 2015/2016
Finowie na ten sezon ogłosili 3 kadry, w tym jedną juniorską. Trenerami kadr A pozostali Jani Klinga i Kari Ylianttila. Trenerami kadry juniorskiej byli Jarkko Saapunki i Jukka Ylipulli.

### Mężczyźni

#### Kadra A (narodowa)
- Janne Ahonen
- Jarkko Määttä
- Lauri Asikainen

#### Kadra A (zmiennicy)
- Antti Aalto
- Sebastian Klinga
- Niko Kytösaho
- Juho Ojala
- Harri Olli

#### Kadra juniorów „Lidl 2017”
- Andreas Alamommo
- Janne Korhonen
- Ville Korhonen
- Aapo Lehtinen
- Wili Loukasmäki
- Niko Löytäinen
- Joni Markkanen
- Eetu Meriläinen
- Eetu Nousiainen
- Pyry Ruikka
- Markus Virrantalo
- Elias Vänskä
- Santeri Ylitapio

## Kadra na sezon 2014/2015
Kadrę A objął duet trenerski składający się z Kariego Ylianttili (trener główny) i Janiego Klingi, zastępując na tym stanowisku Pekkę Niemelä. W maju 2014 zostały ogłoszone składy kadr. Innowacją była kadra Challenge będąca bezpośrednim zapleczem kadry A. Trenerem reprezentacji kobiet pozostał Kimmo Kykkänen.

### Mężczyźni

#### Kadra A
- Janne Ahonen
- Lauri Asikainen
- Anssi Koivuranta
- Ville Larinto
- Olli Muotka
- Jarkko Määttä

#### Kadra A-Challenge
- Sami Heiskanen
- Sebastian Klinga
- Sami Niemi
- Janne Happonen

### Kobiety

#### Kadra A
- Susanna Forsström
- Julia Kykkänen

## Kadra na sezon 2013/2014
Poza kadrą A i kadrą juniorów utworzono wśród mężczyzn również siedmioosobową drużynę juniorów, którą patronatem objął Lidl. Trenerem kadry A pozostał Pekka Niemelä.

### Kadra A
- Janne Ahonen
- Lauri Asikainen
- Janne Happonen
- Sami Heiskanen
- Anssi Koivuranta
- Ville Larinto
- Olli Muotka

### Kadra juniorów
- Antti Aalto
- Aapo Lehtinen
- Jarkko Määttä
- Juho Ojala
- Miika Ylipulli
- Santeri Ylitapio

### Drużyna juniorów „Lidl”
- Andreas Alamommo
- Tuomas Kaakkunen
- Niko Kytösaho
- Tuomo Mutru
- Pyry Ruikka
- Jonne Veteläinen
- Markus Virrantalo

## Kadra na sezon 2012/2013
Na stanowisku trenera kadry A mężczyzn pozostał Pekka Niemelä

### Mężczyźni

#### Kadra A
- Janne Happonen
- Anssi Koivuranta
- Ville Larinto
- Olli Muotka

#### Kadra B
- Sami Heiskanen
- Jarkko Määttä
- Sami Niemi
- Ossi-Pekka Valta

#### Kadra juniorów
- Antti Aalto
- Aapo Lehtinen
- Antti Määttä
- Juho Ojala
- Sami Saapunki
- Miika Ylipulli

### Kobiety
- Julia Kykkänen

#### Kadra juniorek
- Tanja Kaverinen
- Noora Heikkinen
- Jenny Rautionaho
- Sanni Tuomisto

## Kadra na sezon 2011/2012
Trenerem kadry A pozostał Pekka Niemelä, a Ville Kantee jego asystentem. Kolejnym asystentem trenera kadry A został Ari-Pekka Nikkola, którego na stanowisku trenera kadry juniorów (młodzieżowej) zastąpili Jukka Ylipulli i Tuomas Virtanan, który wraz z Laurim Hakolą prowadził także zespół dzieci.

### Kadra A
- Janne Happonen
- Matti Hautamäki
- Kalle Keituri
- Anssi Koivuranta
- Ville Larinto
- Jarkko Määttä
- Olli Muotka
- Sami Niemi

### Kadra młodzieżowa
- Juuso Heikkinen
- Sebastian Klinga
- Antti Määttä
- Juho Ojala
- Sami Saapunki
- Miika Ylipulli

### Kadra dzieci
- Andreas Alamommo
- Jaakko Hautamäki
- Ville Korhonen
- Niko Kytösaho
- Aapo Lehtinen
- Wili Loukasmäki
- Eetu Nousiainen
- Joonas Parpala
- Elias Vänskä

## Kadra na sezon 2010/2011
Trenerem kadry A został Pekka Niemelä, a jego asystentem Ville Kantee. Stanowisko trenera kadry juniorów objął Ari-Pekka Nikkola. Funkcję serwismena sprawował Gerhard Hofer.

### Kadra A
- Janne Ahonen
- Janne Happonen
- Matti Hautamäki
- Kalle Keituri
- Ville Larinto
- Olli Muotka
- Harri Olli1

1W listopadzie 2010 został wykluczony z kadry, z którą od października trenował natomiast Anssi Koivuranta.

### Kadra juniorów
- Jarkko Määttä
- Sami Niemi
- Sami Saapunki
- Ossi-Pekka Valta

## Kadra na sezon 2009/2010
Trenerem kadry A w sezonie 2009/2010 pozostał Janne Väätäinen, a jego asystentem Pentti Kokkonen.

### Kadra A
- Janne Ahonen (od jesieni)
- Janne Happonen
- Matti Hautamäki
- Kalle Keituri
- Ville Larinto
- Sami Niemi
- Harri Olli

## Kadra na sezon 2008/2009
Powołano kadrę narodową kobiet oraz mężczyzn. Wśród mężczyzn ponownie powstała także kadra „Vancouver”, a także kadra juniorów. Trenerem kadry A został Janne Väätäinen, a jego asystentem Pentti Kokkonen. Koordynatorem kadry „Vancouver” był Kari Pätäri, a trenerem kadry juniorów i kadry kobiet Lauri Hakola.

### Kadra narodowa
- Janne Happonen
- Matti Hautamäki
- Arttu Lappi
- Ville Larinto
- Sami Niemi
- Harri Olli

### Kadra „Vancouver”
- Joonas Ikonen
- Mika Kauhanen
- Kai Kovaljeff
- Olli Muotka
- Anssi Ylipulli

### Kadra juniorów
- Juuso Heikkinen
- Jusso Kaisko
- Leevi Mutru
- Antti Määttä
- Jarkko Määttä
- Teemu Partanen
- Sami Saapunki
- Frans Tähkävuori
- Janne Tervahartiala

### Kadra kobiet
- Julia Kykkänen

## Kadra na sezon 2007/2008
Trenerem kadry A pozostał Tommi Nikunen, a jego asystentem Janne Väätäinen. Powstała także kadra „Vancouver” zrzeszająca zawodników, których celem w przyszłości miały być Igrzyska Olimpijskie 2010 w Vancouver. Jej trenerami byli Pentti Kokkonen, Kai Lahtinen i Marko Haarala. Pentti Kokkonen był także trenerem kadry zawodników przewidzianych do występów w Pucharze Kontynentalnym.

### Kadra A
- Janne Ahonen
- Janne Happonen
- Matti Hautamäki
- Veli-Matti Lindström
- Tami Kiuru
- Arttu Lappi
- Harri Olli

### Kadra „Vancouver”
- Joonas Ikonen
- Mika Kauhanen
- Kai Kovaljeff
- Jere Kykkänen
- Ville Larinto
- Timo Leppänen
- Olli Muotka
- Sami Niemi
- Jesper Ruuth
- Anssi Ylipulli

### Kadra na Puchar Kontynentalny
- Lauri Hakola
- Jussi Hautamäki
- Risto Jussilainen
- Kalle Keituri
- Juha-Matti Ruuskanen
- Kimmo Yliriesto

## Kadra na sezon 2006/2007
Trenerem kadry A pozostał Tommi Nikunen, a jego asystentem Janne Väätäinen. Trenerem kadry B został Pentti Kokkonen.

### Kadra A
- Janne Ahonen
- Janne Happonen
- Matti Hautamäki
- Joonas Ikonen
- Risto Jussilainen
- Tami Kiuru
- Harri Olli

### Kadra B
- Lauri Hakola
- Jussi Hautamäki
- Kalle Keituri
- Arttu Lappi
- Veli-Matti Lindström
- Olli Pekkala
- Juha-Matti Ruuskanen
- Kimmo Yliriesto

## Kadra na sezon 2005/2006
Trenerem kadry A pozostał Tommi Nikunen, a jego asystentami Kari Pätäri i Janne Väätäinen. Trenerem kadry B pozostał Ari-Pekka Nikkola.

### Kadra A
- Janne Ahonen
- Jussi Hautamäki
- Matti Hautamäki
- Risto Jussilainen
- Tami Kiuru
- Akseli Kokkonen
- Veli-Matti Lindström

### Kadra B
- Janne Happonen
- Herman Huczkowski
- Joonas Ikonen
- Kalle Keituri
- Arttu Lappi
- Olli Pekkala
- Juha-Matti Ruuskanen
- Kimmo Yliriesto

## Kadra na sezon 2004/2005
Trenerem kadry A pozostał Tommi Nikunen, którego asystentami byli Kari Pätäri i Janne Väätäinen. Trenerem kadry B został Ari-Pekka Nikkola.

### Kadra A
- Janne Ahonen
- Janne Happonen
- Matti Hautamäki
- Tami Kiuru
- Akseli Kokkonen
- Veli-Matti Lindström
- Olli Pekkala

### Kadra B
- Lauri Hakola
- Jarkko Heikkonen
- Arttu Lappi
- Harri Olli
- Juha-Matti Ruuskanen
- Pekka Salminen
- Kimmo Yliriesto

### Kadry juniorów
Powołano kadrę na mistrzostwa świata juniorów oraz drugą kadrę juniorską. Trenerami kadry na MŚ juniorów byli Olli Happonen i Pentti Kokkonen. W jej składzie znaleźli się: Joonas Ikonen, Jan-Henrik Kilpinen, Jere Kykkänen i Niko Moilanen. Drugą kadrę juniorów prowadzili Vesa Hakala i Toni Nieminen, a w jej składzie znajdowali się: Sami Heiskanen, Emppu Karhu, Mika Kauhanen, Mika Kulmala, Ville Larinto, Mikko Mäkitalo, Niko Petjala, Jesper Ruuth i Niilo Salo.

## Kadra na sezon 2003/2004
Trenerem kadry A pozostał Tommi Nikunen, a jego asystentem Kari Pätäri. W jej składzie znaleźli się: Janne Ahonen, Janne Happonen, Jussi Hautamäki, Matti Hautamäki, Tami Kiuru, Akseli Kokkonen, Arttu Lappi i Veli-Matti Lindström.
Trenerami kadry B pozostali Jani Klinga i Janne Väätäinen. W skład kadry weszli: Hannu Alakunnas, Lauri Hakola, Jarkko Heikkonen, Kalle Keituri, Toni Nieminen, Harri Olli, Juha-Matti Ruuskanen, Pekka Salminen, Janne Ylijärvi i Kimmo Yliriesto.
Wśród juniorów (których trenerem pozostał Pentti Kokkonen) powołano kadry A i B. W kadrze A znaleźli się Antti Laakkonen, Olli Pekkala i Ville Timonen, a w kadrze B Joonas Ikonen, Tommi Ikonen, Jan-Henrik Kilpinen, Jere Kykkänen i Niko Moilanen. Jan-Henrik Kilpinen i Jere Kykkänen znaleźli się także wraz z 5 innymi skoczkami (m.in. Miką Kauhanenem) w kadrze „Hopeasompa” (dla zawodników w wieku lat 8–16).

## Kadra na sezon 2002/2003
Nowym trenerem kadry A został Tommi Nikunen. W jej skład weszli: Janne Ahonen, Janne Happonen, Jussi Hautamäki, Matti Hautamäki, Risto Jussilainen, Tami Kiuru, Veli-Matti Lindström, Toni Nieminen, Janne Ylijärvi i Kimmo Yliriesto.
W składzie prowadzonej przez Janiego Klingę (którego asystentem został Janne Väätäinen) znaleźli się Lassi Huuskonen, Kalle Keituri, Akseli Kokkonen, Arttu Lappi i Pekka Salminen.
W prowadzonej przez Penttiego Kokkonena kadrze juniorów znaleźli się Jarkko Heikkonen, Harri Olli, Antti Laakkonen, Antti Pesonen, Teemu Salmela i Ville Timonen.

## Kadra na sezon 2001/2002
Trenerem kadry A pozostawał Mika Kojonkoski. W jej skład wchodzili: Janne Ahonen, Jussi Hautamäki, Matti Hautamäki, Risto Jussilainen, Ville Kantee, Veli-Matti Lindström, Tami Kiuru, Akseli Lajunen i Toni Nieminen.

## Trenerzy
- Lasse Johansson (1950–1960)
- Antti Hyvärinen (1960–1964)
- Eino Kirjonen (1964–1980)
- Hannu Lepistö (1980–1985)
- Matti Pulli (1985–1987)
- Kari Ylianttila (1987–1994)
- Hannu Lepistö (1994–1998)
- Kari Pätäri (1998–1999)
- Mika Kojonkoski (1999–2002)
- Tommi Nikunen (2002–2008)
- Janne Väätäinen (2008–2010)
- Pekka Niemelä (2010–2014)
- Jani Klinga i Kari Ylianttila (2014–2016)
- Andreas Mitter (2016–2018)
- Lauri Hakola (2018–2020)
- Janne Väätäinen (2020–2023)
- Lauri Hakola (2023–2024)
- Igor Medved (od 2024)